# أرفردير غغلددل بنمن (للنددنا)
قالب:Infobox SSSI

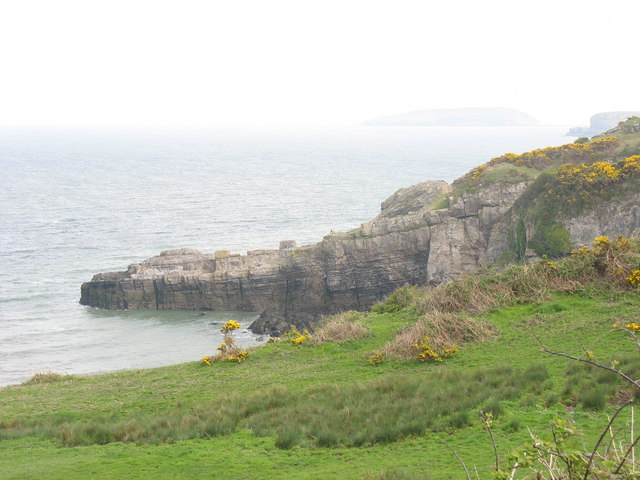

أرفردير غغلددل بنمن (بالإنجليزية: Arfordir Gogleddol Penmon)‏ هي موقع الفائدة العلمية الخاصة ‏ تقع في المملكة المتحدة في جزيرة أنغلزي.